# Акжол (Кызылординская область)
Акжол (каз. Ақжол, до 2005 г. — Политотдел) — село в Жанакорганском районе Кызылординской области Казахстана. Административный центр сельского округа им. Машбека Налибаева. Код КАТО — 434031100.

## Население
В 1999 году население села составляло 915 человек (454 мужчины и 461 женщина). По данным переписи 2009 года, в селе проживало 1020 человек (514 мужчин и 506 женщин).